# Podobwód Kolonka Armii Krajowej
Podobwód Kolonka – jednostka partyzancka Związku Walki Zbrojnej, a następnie Armii Krajowej. Operowała na pograniczu Obwodów Radom i Kielce.

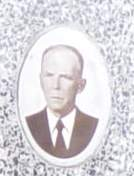
Stanisław Siczek, zastępca komendanta podobwodu

Podobwód ten wchodził w skład Inspektoratu Radomskiego Okręgu Radom-Kielce ("Jodła") AK.
Komendantem podobwodu był ppor. Jerzy Dąbkowski ps. "Longin", zaś jego zastępcą Stanisław Siczek ps. "Jeleń".
Oddział "leśnych" Dąbkowskiego istniał do lipca 1945.